# Gnash
Gnash 計畫致力於發展一個播放Flash的免費媒體播放器或外掛程式，來取代現有的Adobe Flash Player。

## 歷史
Gnash計畫是GNU計畫中的高優先自由軟體計劃（High Priority Free Software Projects）， 在Gnash計畫之前，GNU曾經要求社群幫助GPLFlash計畫，而現在GPLFlash計畫的主要開發人員都已經移往Gnash計畫，已經存在的GPLFlash計畫未來將會專注於嵌入式系統。
Gnash主要的發行版是基於GNU GPL的規範，然而因為Gnash是使用GameSWF計畫的核心程式，Gnash開發的程式能使用在GameSWF上。

## 技術細節
Adobe提供了Linux在x86上的官方的播放器，以binary形式發佈，但是並沒有支援其他的處理器架構，然而Gnash可以被編譯以及執行在許多架構上，包含x86、AMD64、MIPS/Irix、PowerPC，也支援了BSD-base的作業系統，早期是移植到並沒有被Adobe支援的RISC OS平台，以及早期移植到BeOS上。
Flash實際上由兩種不同的檔案型態組成，SWF通常被人誤認為就是Flash。
- Primary Gnash website
- Gnash at GNU Project（页面存档备份，存于）
- Gnash's Savannah Page （页面存档备份，存于）
- FSF/GNU Press Release: FSF announces GNU Gnash - Flash Movie Player （页面存档备份，存于）
- An interview with Gnash project leader about the future of the product